# Buronzo
Buronzo (piemontiul: Burons) település Olaszországban, Vercelli megyében. Lakosainak száma 858 fő (2023. január 1.). Buronzo Balocco, Carisio, Castelletto Cervo, Gifflenga, Masserano, Mottalciata, Rovasenda, San Giacomo Vercellese és Villanova Biellese községekkel határos.

## Népesség
A település népességének változása:
| Lakosok száma | 866  | 873  | 858  |
|               | 2017 | 2018 | 2023 |